# Lietuvos geležinkeliai

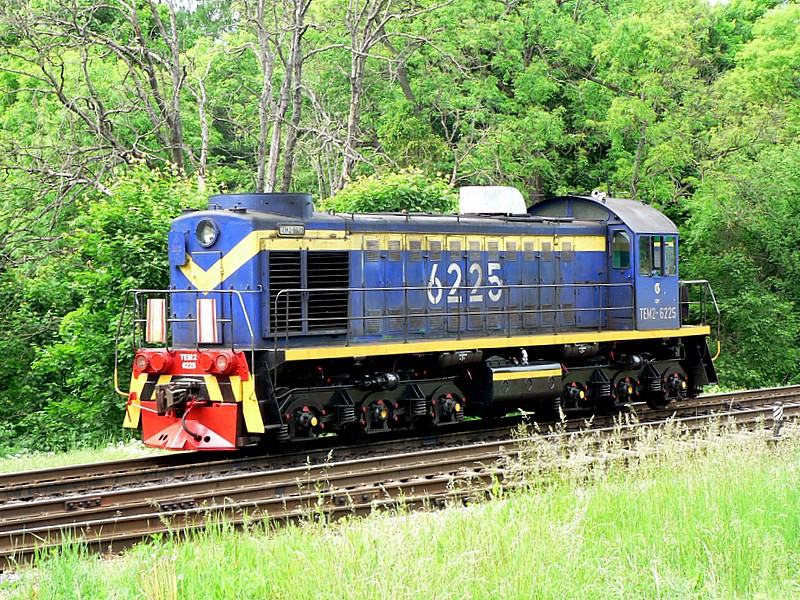
Ett TEM2 diesel lokomotiv från Lithuanian Railways vid Kėdainiai

LG, Lietuvos geležinkeliai är den litauiska statliga järnvägen. Litauens motsvarighet till det svenska Statens Järnvägar.